# Cely Mechelin
Alma Cecilia (Cely) Mechelin, född 12 augusti 1866 i Helsinge, död 30 juli 1950 i Bromarv, var en finländsk filantrop och donator. Hon var dotter till Leo Mechelin.
Mechelin är främst känd för sina insatser för blinda. Hon besökte Paris, där hon studerade ett bibliotek för blinda och lärde sig Louis Brailles punktskrift. Hemma i Finland grundade hon 1890 föreningen Böcker åt de Blinda, som drev biblioteksverksamhet för blinda. Hon var 23 år gammal då hon grundade den, och hon ledde sedan föreningen och biblioteket fram till 1932. Biblioteksverksamheten förstatligades 1978 och bytte 2001 namn till Celia – Biblioteket för synskadade som en hyllning till dess grundare.
Cely Mechelin var medlem av den så kallade Kvinnokagalen som under ofärdsåren i början av 1900-talet samlade medel för det passiva motståndet mot Ryssland. Hon var även en av grundarna av Martharörelsen och Soldathemsföreningen, i vars verksamhet hon aktivt deltog. Hon innehade en betydande förmögenhet, vilken hon testamenterade till olika sociala och kulturella ändamål. Den lokala Marthaföreningen tilldelades hennes sommarvilla i Bromarv och medel till underhåll av denna. En del av avkastningen har använts för ekologisk bostadsproduktion i Bromarv.